# Möllendick
Möllendick ist ein Ortsteil der Kreisstadt Olpe im Sauerland und hat acht Einwohner.

## Geographie
Der Ort liegt im Bieketal, nordöstlich von Olpe und etwa 400 Meter nördlich von Waukemicke.